# Midiateca Capixaba
A Midiateca Capixaba é uma plataforma on-line e gratuita desenvolvida pela Secretaria de Cultura do Estado do Espírito Santo – SECULT, em parceria com o Laboratório de Inteligência de Redes da Universidade de Brasília (UnB), que reúne um acervo diverso de documentos, fotografias, vídeos, matérias de jornal, músicas, artes gráficas, livros, obras de arte e filmes produzidos no Espírito Santo. É possível acessar, de forma digital, as coleções disponibilizadas pelo Museu de Arte do Espírito Santo – MAES, Galeria Homero Massena – GHM, Arquivo Público – APEES, Museu do Colono, Biblioteca Pública do Espírito Santo, Palácio Anchieta e da TV Educativa do Espírito Santo – TVE.
Enquanto um serviço agregador de objetos digitais de informação cultural ao cidadão, a Midiateca Capixaba centraliza a produção cultural capixaba, a preserva-a e difundi de forma democrática e acessível, facilitando a realização de pesquisas acadêmicas e aproveitamento do público em geral.
Considerado um projeto inédito pelo professor Dalton Martins (FCI), a elaboração da plataforma, que teve início em meados de 2019, contou também com parcerias, pesquisas, oferta de formações, interação com o público e convênios com a Ufes, Iphan, Itaú Cultural, a Fundação de Apoio à Pesquisa (Funape), Oi Futuro, Instituto Moreira Salles, e a cooperação técnica com o Grupo de Usuários Wikimedia no Brasil.
Para efetivação da Midiateca Capixaba a plataforma utilizada é a Tainacan, desenvolvida em software livre pela Universidade de Brasília (UnB) e os arquivos são armazenados pelo Instituto de Tecnologia da Informação e Comunicação do Estado do Espírito Santo (Prodest).